# Senador Guiomard
Senador Guiomard là một đô thị thuộc bang Acre, Brasil. Đô thị này có diện tích 2047 km², dân số năm 2007 là 21000 người, mật độ 10,25 người/km².